# 本寧頓鎮區 (密歇根州)
本寧頓鎮區（英語：Bennington Township）是位於美國密歇根州夏厄沃西縣的一個行政鎮區。

## 地方資料
本寧頓鎮區的面積為95.30平方千米，當中陸地面積為91.90平方千米，而水域面積為3.40平方千米。根據2020年美國人口普查的數據，當地共有人口3119人，而人口密度為每平方千米32.73人。